# اسید پلیکاتیک
اسید پلیکاتیک (به انگلیسی: Plicatic acid) یک ترکیب شیمیایی با شناسه پاب‌کم ۱۰۴۸۳۶ است. 